# Blade Kitten
Blade Kitten è un videogioco a piattaforme basato su un fumetto del web con per protagonista una ragazza metà gatto metà umana di nome Kit Ballard, di professione cacciatrice di taglie. Il gioco è stato pubblicato per Microsoft Windows, PlayStation 3 e Xbox 360 il 22 settembre 2010.

## Accoglienza
La rivista Play Generation diede alla versione per PlayStation 3 un punteggio di 75/100, trovando che la grafica e il sonoro facevano il loro dovere, mentre erano presenti alcuni problemi ma se il giocatore era alla ricerca di un action semplice e spensierato, avrebbe trovato ciò che cercava.